# Touchstone Pictures
Touchstone Pictures je ameriško filmsko podjetje, ki se primarno ukvarja s produkcijo in distribucijo filmov. Leta 1984 ga je ustanovil The Walt Disney Company, kot eno izmed svojih alternativnih filmskih hiš in je tudi lastnik Touchstone Pictures.

## Filmografija
Seznam filmov Touchstone Pictures